# Isländische Badmintonmeisterschaft 1970
Die Isländische Badmintonmeisterschaft 1970 fand in Reykjavík statt. Es war die 22. Auflage der nationalen Titelkämpfe von Island im Badminton.

## Titelträger
| Disziplin    | Sieger                                           |
| ------------ | ------------------------------------------------ |
| Herreneinzel | Óskar Guðmundsson                                |
| Dameneinzel  | nicht ausgetragen                                |
| Herrendoppel | Haraldur Kornelíusson Steinar Petersen           |
| Damendoppel  | Jónína Nieljóhníusardóttir Rannveig Magnúsdóttir |
| Mixed        | Haraldur Kornelíusson Hann Lára Köhler           |